# Alberto Undurraga
Alberto Undurraga Vicuña (Santiago, 17 de junio de 1969) es un ingeniero comercial y político chileno, militante del Partido Demócrata Cristiano (PDC). Es diputado por el distrito 8 (Estación Central, Maipú, Pudahuel, Quilicura, Cerrillos, Colina, Lampa, Til-Til), asumiendo su puesto por el período 2022-2026.
Ejerció como director del Servicio Nacional del Consumidor (Sernac) durante el gobierno del presidente Ricardo Lagos y alcalde de la comuna de Maipú durante dos períodos consecutivos, desde 2004 hasta 2012. Undurraga no se presentó a su segunda reelección, decidiendo postularse como candidato a senador por la Circunscripción de Santiago Poniente, sin embargo no resultó elegido. Tras esto fue ministro de Obras Públicas durante todo el segundo gobierno de la presidenta Michelle Bachelet. Fue presidente del Partido Demócrata Cristiano entre 2022 y 2025.
Ha sido consultor del Banco Interamericano de Desarrollo (BID), del Banco de Desarrollo de América Latina (CAF) y de la Comisión Económica para América Latina y el Caribe (CEPAL). En 2021 fue precandidato a la presidencia de Chile, pero no logró concitar el apoyo del Partido Demócrata Cristiano.

## Familia y estudios
Hijo de Alberto Undurraga Undurraga y Ana Elvira Vicuña Baeza.
Estudió en el Colegio San Ignacio El Bosque entre los años 1975 y 1986. Entre 1987 y 1992 estudió ingeniería comercial en la Pontificia Universidad Católica de Chile. En su época universitaria fue dirigente estudiantil, y se desempeñó como presidente de la Federación de Estudiantes de la Universidad Católica de Chile (FEUC) entre 1991 y 1992.
Entre 1997 y 1998 cursó un Master en Economía Aplicada en la Universidad de Míchigan de Estados Unidos.
s

## Carrera política

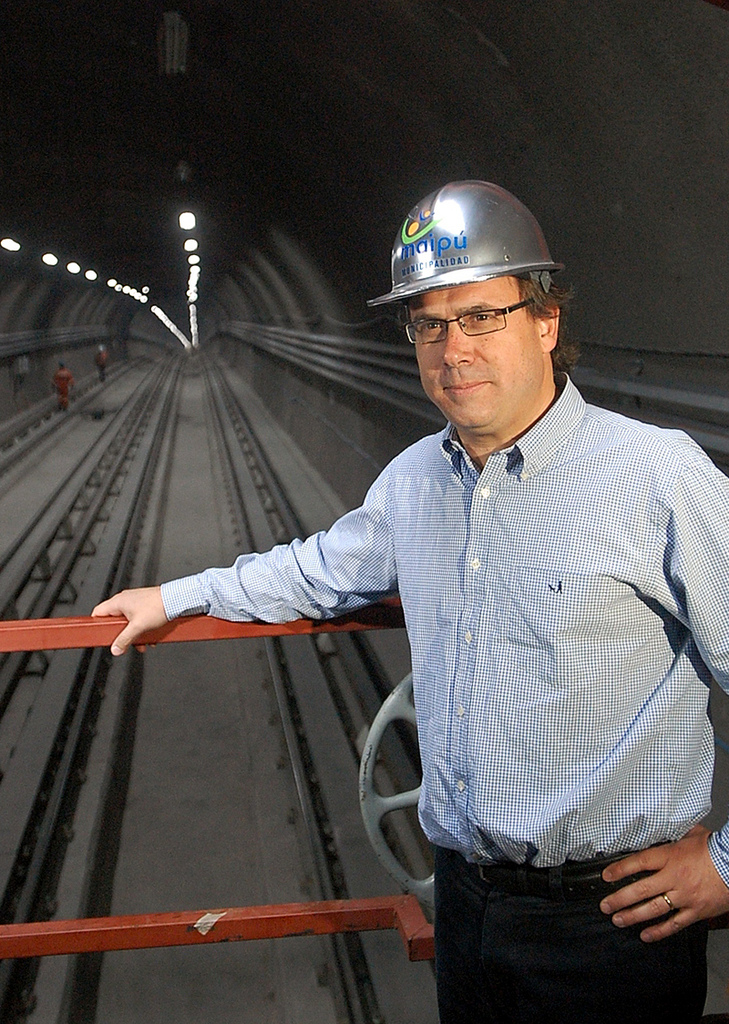
Undurraga supervisando las obras de construcción de la Línea 5 del Metro de Santiago.

Es militante del Partido Demócrata Cristiano desde 1988.
Durante los gobiernos de la Concertación fue nombrado por el presidente Eduardo Frei Ruiz-Tagle integrante del Consejo Nacional para la Superación de la Pobreza, y luego, en el gobierno del presidente Ricardo Lagos Escobar, asumió como director del Servicio Nacional del Consumidor (SERNAC), período durante el cual se dictó la Ley de Derechos del Consumidor que permite las demandas colectivas.
En las elecciones municipales del 31 de octubre de 2004, resultó elegido alcalde del municipio de Maipú, venciendo al entonces alcalde Roberto Sepúlveda. Al postularse a la reelección en el año 2008, salió vencedor con el 66,95% de los votos. Dentro de su gestión destacó la construcción de la Línea 5 del Metro de Santiago hasta la Plaza de Maipú, de la cual fue uno de sus principales promotores.
Decidió no ir a una nueva reelección, cesando en el cargo el 16 de noviembre de 2012, día en que dejó la alcaldía para dedicarse a su campaña a senador por Santiago Poniente para las elecciones parlamentarias de 2013. En dicha elección obtuvo un 18,71% de los votos, no resultando elegido.
El 24 de enero de 2014 la presidenta electa Michelle Bachelet anunció que sería el ministro de Obras Públicas de su futuro gobierno. Undurraga asumió el cargo el 11 de marzo de 2014.  Dentro de las obras realizadas en su periodo se encuentran el Teatro Regional de Concepción, la construcción del Complejo Fronterizo Chungará y Los Libertadores, la recuperación del Palacio Pereira en Santiago y del Estadio Esther Roa de Concepción, el embalse Chacrillas, más de 147 viaductos, entre los que se destacan los puentes sobre el Río Maipo, Lapi, Rio Bueno, y el inicio de obras del Puente Chacao, además de iniciar el Plan de Zonas Extremas, y una serie de obras de integración con Argentina, entre los que destaca la negociación del Túnel de Agua Negra. Su administración a cargo del ministerio fue destacada por el aumento de la ejecución presupuestaria e inversión del mismo, y de 18 proyectos de concesiones aprobados, volviendo a los récords históricos en asociación público-privada.Durante su gestión debió enfrentar la reconstrucción de tres terremotos en Iquique, Coquimbo y Chiloé y de las catástrofes de aluviones en Atacama durante los años 2015 y 2017, además de la erupción de los volcanes Villarrica y Calbuco entre 17 emergencias que debió enfrentar Chile en cuatro años.
Undurraga ejerció el cargo de ministro de Obras Públicas por cuatro años consecutivos durante el gobierno de la presidenta Michelle Bachelet, hasta el 11 de marzo de 2018.
Fue presidente del Partido Demócrata Cristiano entre 2022 y 2025. Renunció al cargo luego de que el partido decidiera apoyar la candidatura presidencial de Jeannette Jara, siendo reemplazado por Francisco Huenchumilla.

### Controversias
Su nombre sonó en la lista de políticos que habrían recibido aportes irregulares a sus campañas en el caso Pentagate. Su vinculación, según denunció la UDI en privado durante varios días, se enmarcaba dentro de servicios prestados a la empresa Penta a través de la Fundación Ciudad Justa que Undurraga fundó en 2012.

## Condecoraciones

### Condecoraciones extranjeras
- Gran cruz de la Orden del Mérito Civil ( España, 24 de octubre de 2014).[13]

## Historial electoral

### Elecciones municipales de 2004
- Elecciones municipales de 2004, Maipú[14]

| Candidato                    | Pacto                    | Partido | Votos  | %     | Resultado |
| ---------------------------- | ------------------------ | ------- | ------ | ----- | --------- |
| Alberto Undurraga Vicuña     | Concertación Democrática | PDC     | 68 907 | 54,03 | Alcalde   |
| Roberto Sepúlveda Hermosilla | Alianza                  | UDI     | 53 231 | 41,74 |           |
| Hugo Alberto Farías Moya     | Juntos Podemos           | ILA     | 5393   | 4,23  |           |

### Elecciones municipales de 2008
- Elecciones municipales de 2008, Maipú[15]

| Candidato                    | Pacto                    | Partido | Votos  | %     | Resultado |
| ---------------------------- | ------------------------ | ------- | ------ | ----- | --------- |
| Alberto Undurraga Vicuña     | Concertación Democrática | PDC     | 90 961 | 66,95 | Alcalde   |
| Ricardo Sepúlveda Hermosilla | Alianza                  | RN      | 34 430 | 25,34 |           |
| René Fritz Panozo Villarroel | Por un Chile Limpio      | ILA     | 10 476 | 7,71  |           |

### Elecciones parlamentarias de 2013
- Elecciones parlamentarias de 2013, candidato a senador por la Circunscripción 7 (Santiago Poniente)[16]

| Candidato                  | Pacto                         | Partido | Votos   | %     | Resultado |
| -------------------------- | ----------------------------- | ------- | ------- | ----- | --------- |
| Guido Girardi Lavín        | Nueva Mayoría                 | PPD     | 360 770 | 30,31 | Senador   |
| Andrés Allamand Zavala     | Alianza                       | RN      | 240 086 | 20,17 | Senador   |
| Alberto Undurraga Vicuña   | Nueva Mayoría                 | PDC     | 222 706 | 18,71 |           |
| Pablo Zalaquett Said       | Alianza                       | UDI     | 212 857 | 17,88 |           |
| Eduardo Gutiérrez González | Nueva Constitución para Chile | ILH     | 50 394  | 4,23  |           |
| Sergio Flores Ramírez      | Nueva Constitución para Chile | IGUAL   | 40 344  | 3,39  |           |
| Wilfredo Alfsen Ovando     | Partido Humanista             | PH      | 32 029  | 2,69  |           |
| Carlos Muñoz Flores        | Partido Humanista             | PH      | 30 828  | 2,59  |           |

### Elecciones parlamentarias de 2021
- Elecciones parlamentarias de 2021, candidato a diputado por el distrito 8 (Cerrillos, Colina, Estación Central, Lampa, Maipú, Til Til, Pudahuel y Quilicura)[17]

| Candidato                   | Pacto                          | Partido | Votos  | %     | Resultados |
| --------------------------- | ------------------------------ | ------- | ------ | ----- | ---------- |
| Carmen Hertz Cádiz          | Apruebo Dignidad               | PCCh    | 48 806 | 10,38 | Diputada   |
| César Leiva Rubio           | Independiente (Fuera de Pacto) | Ind.    | 34 704 | 7,38  |            |
| Joaquín Lavín León          | Chile Podemos Más              | UDI     | 33 111 | 7,04  | Diputado   |
| Claudia Mix Jiménez         | Apruebo Dignidad               | COM     | 24 261 | 5,16  | Diputada   |
| Viviana Delgado Riquelme    | Partido Ecologista Verde       | PEV     | 20 036 | 4,26  | Diputada   |
| Agustín Romero Leiva        | Frente Social Cristiano        | PRCh    | 17 112 | 3,64  | Diputado   |
| Alberto Undurraga Vicuña    | Nuevo Pacto Social             | PDC     | 17 086 | 3,63  | Diputado   |
| Rocío Faúndez García        | Apruebo Dignidad               | RD      | 12 713 | 2,70  |            |
| Cristián Labbé Martínez     | Chile Podemos Más              | UDI     | 11 795 | 2,51  | Diputado   |
| Pablo Vidal Rojas           | Nuevo Pacto Social             | ILAH    | 10 711 | 2,28  |            |
| Rubén Oyarzo Figueroa       | Partido de la Gente            | PDG     | 6943   | 1,48  | Diputado   |
| Camilo Morán Bahamondes     | Chile Podemos Más              | RN      | 6719   | 1,43  |            |
| Jean Pierre Bonvallet Setti | Frente Social Cristiano        | PRCh    | 5367   | 1,14  |            |
| Erto Pantoja Gutiérrez      | Nuevo Pacto Social             | ILAH    | 4548   | 0,97  |            |
| Julio Salas Gutiérrez       | Apruebo Dignidad               | ILYQ    | 4478   | 0,95  |            |
| Roxana Miranda Meneses      | Unión Patriótica               | UPA     | 2982   | 0,63  |            |